# Candida intetrigo

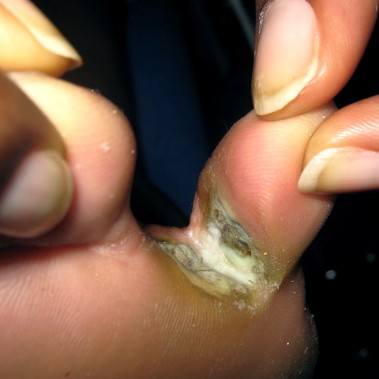

Candidal intertrigo  es una infección de la piel por Candida albicans, más específicamente situados entre los intertriginosos pliegues de la piel adyacente.: 309 